# Calliphora zaidamensis
Calliphora zaidamensis este o specie de muște din genul Calliphora, familia Calliphoridae, descrisă de Fan în anul 1965. Conform Catalogue of Life specia Calliphora zaidamensis nu are subspecii cunoscute.